# Ai no Kakera
«Ai no Kakera» (愛のカケラ?) es el sencillo n.º 17 de la banda japonesa Every Little Thing, lanzado al mercado el día 18 de octubre del año 2000 bajo el sello avex trax.
Una de las canciones más populares del dueto musical, y aparte de su original contenedor, el cuarto álbum de estudio "4 FORCE", ha sido incluido en diversos álbumes de compilaciones como "Every Ballad Songs" y "ACOUSTIC:LATTE", aparte de versiones remezcladas para varias compilaciones bailables.

## Canciones
1. «Ai no Kakera» (愛のカケラ?)
2. «Ai no Kakera» (愛のカケラ?) ～Steppin' Hard Enough Mix～
3. «Ai no Kakera» (愛のカケラ?) ～Cat Walk Mix～
4. «Ai no Kakera» (愛のカケラ?) ～Instrumental～

- Datos: Q3326584